# Andy MacDonald (allenatore di football americano)
Andrew MacDonald (Flint, 2 gennaio 1930 – Ludington, 24 maggio 1985) è stato un allenatore di football americano statunitense nella National Football League (NFL) e nel college football.

## Carriera
MacDonald al college giocò a football come quarterback alla Central Michigan University. Iniziò ad allenare nel 1965 alla Northern Arizona University, rimanendovi fino al 1968. Dal 1976 al 1982 allenò i running back dei neonati Seattle Seahawks della NFL. Chiuse la carriera allenando i running back dei Buffalo Bills nel 1983 e 1984.